# Rio Bătrâna (Dobra)
O Rio Bătrâna é um rio da Romênia afluente do Rio Dobra, localizado no distrito de Hunedoara.